# Quadarra
Das Quadarra ist ein Kurzschwert aus Persien.

## Beschreibung
Das Quadarra hat eine zweischneidige, gerade Klinge. Die Klinge läuft vom Heft zum Ort gleich breit und wird kurz vor dem Ort schmaler. Es hat einen breiten Mittelgrat oder einen ein- bis zweibahnigen Hohlschliff. Auf der Klinge sind meist verzierende Motive in Pflanzenform angebracht. Es gibt Versionen des Qaddara, bei denen der Ort leicht gebogen ist. Das Heft besteht aus Horn, Holz, Elfenbein oder Metall. Es hat die gleiche Form wie der russische Kindjal. Der Qadarra wird von Ethnien in Persien benutzt.